# Campionati europei di karate 1999
La 34ª edizione del campionato europeo di karate si è svolta a Calcide sull'isola di Eubèa dal 21 al 23 maggio 1999.

## Medagliere
| Nazione              | O | A | B |
| -------------------- | - | - | - |
| Francia              | 4 | 6 | 4 |
| Spagna               | 4 | 1 | 3 |
| Italia               | 3 | 3 | 2 |
| Turchia              | 2 | 2 | 4 |
| Croazia              | 2 | 0 | 1 |
| Germania             | 1 | 2 | 2 |
| Inghilterra          | 1 | 0 | 0 |
| Jugoslavia           | 0 | 1 | 2 |
| Finlandia            | 0 | 1 | 1 |
| Bosnia ed Erzegovina | 0 | 1 | 0 |
| Paesi Bassi          | 0 | 0 | 3 |
| Slovacchia           | 0 | 0 | 2 |
| Azerbaigian          | 0 | 0 | 1 |
| Bulgaria             | 0 | 0 | 1 |
| Grecia               | 0 | 0 | 1 |
| Norvegia             | 0 | 0 | 1 |
| Russia               | 0 | 0 | 1 |
| Svezia               | 0 | 0 | 1 |

## Podi

### Kata
| Posizione | Karateka      |
| --------- | ------------- |
| 1         | F. Hernandez  |
| 2         | Lucio Maurino |
| 3         | Stéphane Mari |

| Posizione | Karateka                      |
| --------- | ----------------------------- |
| 1         | Roberta Sodero                |
| 2         | Myriam Szkudlarek             |
| 3         | Miriam Cogolludo de la Herras |

| Posizione | Nazione |
| --------- | ------- |
| 1         | Spagna  |
| 2         | Francia |
| 3         | Italia  |

| Posizione | Nazione |
| --------- | ------- |
| 1         | Spagna  |
| 2         | Italia  |
| 3         | Francia |

### Kumite
| Posizione | Karateka            |
| --------- | ------------------- |
| 1         | Davíd Luque Camacho |
| 2         | Toivanen            |
| 3         | Joël Barst          |
| 3         | Ivanov              |

| Posizione | Karateka           |
| --------- | ------------------ |
| 1         | Alexandre Biamonti |
| 2         | Soufiane Sankhon   |
| 3         | Huseynov           |
| 3         | Ramiro             |

| Posizione | Karateka        |
| --------- | --------------- |
| 1         | Gustaff Lefevre |
| 2         | Rober Gomis     |
| 3         | Boelbaai        |
| 3         | Vasquez         |

| Posizione | Karateka         |
| --------- | ---------------- |
| 1         | Gennaro Talarico |
| 2         | Karamollaoglu    |
| 3         | Eldgrouchev      |
| 3         | Klaudio Farmadin |

| Posizione | Karateka         |
| --------- | ---------------- |
| 1         | Z. Celik         |
| 2         | Chaabo           |
| 3         | Miranovic        |
| 3         | Daniël Sabanovic |

| Posizione | Karateka      |
| --------- | ------------- |
| 1         | Wayne Otto    |
| 2         | Seydina Balde |
| 3         | Ercin         |
| 3         | Sorken        |

| Posizione | Karateka         |
| --------- | ---------------- |
| 1         | Gustaff Lefevre  |
| 2         | P. Stojadinov    |
| 3         | Z. Celik         |
| 3         | Klaudio Farmadin |

| Posizione | Karateka        |
| --------- | --------------- |
| 1         | Nadia Mecheri   |
| 2         | Corinne Terinne |
| 3         | Celik           |
| 3         | Sari Laine      |

| Posizione | Karateka          |
| --------- | ----------------- |
| 1         | Chiara Stella Bux |
| 2         | A. Witteborn      |
| 3         | Gedik             |
| 3         | Snežana Perić     |

| Posizione | Karateka         |
| --------- | ---------------- |
| 1         | Laurence Fischer |
| 2         | G. Casanova      |
| 3         | Dougeni          |
| 3         | Sara Ferrone     |

| Posizione | Karateka      |
| --------- | ------------- |
| 1         | Nadine Ziemer |
| 2         | Firat         |
| 3         | Berger        |
| 3         | Iskra         |

| Posizione | Nazione              |
| --------- | -------------------- |
| 1         | Francia              |
| 2         | Bosnia ed Erzegovina |
| 3         | Germania             |
| 3         | Paesi Bassi          |

| Posizione | Nazione  |
| --------- | -------- |
| 1         | Turchia  |
| 2         | Italia   |
| 3         | Germania |
| 3         | Francia  |